# Adolfo Lubnicki
Adolfo Lubnicki (Charata, 25 luglio 1933 – 2 aprile 2015) è stato un cestista argentino naturalizzato uruguaiano.

## Carriera
Con l'Uruguay ha disputato i Campionati mondiali del 1959 e i Giochi olimpici di Roma 1960.